# Höglandsbergets naturreservat
Höglandsbergets naturreservat är ett naturreservat i Timrå kommun i Västernorrlands län.
Området är naturskyddat sedan 2024 och är 34 hektar stort. Reservatet ligger nära Ljustorp och består av ett berg med tallskog på höjderna och lövrik barrskog nedanför.